# Vazamento de telefones do Garfield na Bretanha

Um telefone do Garfield na costa da Bretanha

O vazamento de telefones do Garfield começou em 1984, quando um container que caiu de um navio no meio de uma tempestade e acabou encalhado em uma caverna no distrito da Bretanha, na França. Com o movimento das marés, as peças de telefone iam parar na costa. A origem dos telefones permaneceu um mistério por 35 anos, quando uma expedição do grupo ambientalista Ar Vilansoù e do jornal France Info conseguiram localizar o container.

## Telefone
O telefone do Garfield foi um objeto popular durante os anos 80, devido ao sucesso das tirinhas criadas por Jim Davis. O artigo de plástico representava o personagem Garfield deitado no chão com os olhos fechados, que apenas se abriam quando o telefone era atendido de suas costas. Em 2019, o telefone era um artigo de colecionador.

## Vazamento
Em 1984, partes do telefone começaram a aparecer na Reserva Natural Nacional de Iroise, na Bretanha, França. Preocupados com a poluição que o plástico traria para o oceano, grupos de ambientalistas passaram a tentar descobrir a origem dos telefones. Em 2018, duzentas partes de telefone foram encontradas na praia. Devido ao bom estado dos objetos, foi especulado que a origem seria um container que caiu dentro do oceano. As buscas pelo container contaram até mesmo com a ajuda de submarinos militares, mas falharam.

## Descoberta do container
Em 2019, Claire Simonin-Le Meur, presidente da associação Ar Viltansoù, se encontrou por acaso com o fazendeiro René Morvan enquanto coletava lixo na praia. Ele disse que os telefones começaram a surgir logo após uma grande tempestade e que ele e seu irmão foram explorar e encontraram o container dentro de uma caverna em Finistère, e com o movimento das marés, alguns telefones acabavam escapando para o mar.
No dia 22 de março de 2019, voluntários do Ar Viltansoù e repórteres do jornal France Info encontraram o container dentro da caverna, porém ele estava praticamente vazio.

## Impacto cultural
O telefone do Garfield se tornou um símbolo da importância da limpeza dos oceanos e dos perigos do microplástico no distrito da Bretanha.